# Santa Montefiore
Santa Montefiore, geboren als Santa Palmer-Tomkinson (Winchester, 2 februari 1970), is een Brits schrijfster.

## Privé
Montefiore is de dochter van Charles Palmer-Tomkinson en Patricia Palmer-Tomkinson, en zus van Tara Palmer-Tomkinson. Haar vader vertegenwoordigde zijn land met skiën op olympisch niveau tijdens de Olympische Winterspelen van 1964. Haar familie is meer dan dertig jaar bevriend met koning Charles.
Voordat ze Spaans en Italiaans studeerde aan de Universiteit van Exeter, werkte ze een jaar op een Argentijnse ranch. Voordat ze terugkeerde naar het Verenigd Koninkrijk, woonde ze in de jaren negentig jarenlang in Buenos Aires. Vier van haar boeken spelen zich af in Argentinië.
Ze is getrouwd met auteur en historicus Simon Sebag Montefiore, met wie ze twee kinderen heeft. Voor hun huwelijk bekeerde Montefiore zich tot het jodendom.

## Bestseller 60
| Boeken met noteringen in de Nederlandse Bestseller 60 | Jaar van verschijnen | Datum van binnenkomst | Hoogste positie | Aantal weken | Opmerkingen                         |
| ----------------------------------------------------- | -------------------- | --------------------- | --------------- | ------------ | ----------------------------------- |
| De vergeet mij niet-sonate                            | 2003                 | 12-07-2003            | 40              | 3            |                                     |
| Onder de ombu-boom                                    | 2004                 | 01-05-2004            | 18              | 5            |                                     |
| De zwaluw en de kolibrie                              | 2004                 | 08-05-2004            | 35              | 5            |                                     |
| Valentina's laatste reis                              | 2005                 | 05-02-2005            | 23              | 7            |                                     |
| De zigeunermadonna                                    | 2006                 | 15-04-2006            | 43              | 4            |                                     |
| Het geheim van Montague                               | 2007                 | 12-05-2007            | 37              | 7            |                                     |
| De Franse tuinman                                     | 2008                 | 17-05-2008            | 16              | 15           |                                     |
| In de schaduw van het palazzo                         | 2009                 | 02-05-2009            | 24              | 12           |                                     |
| De affaire                                            | 2010                 | 24-04-2010            | 17              | 11           |                                     |
| Onder de ombu-boom                                    | 2010                 | 17-07-2010            | 47              | 5            |                                     |
| Het vlinderkistje                                     | 2010                 | 24-07-2010            | 54              | 4            |                                     |
| Villa Magdalena                                       | 2011                 | 16-04-2011            | 6               | 15           |                                     |
| Fairfield park                                        | 2012                 | 28-04-2012            | 4               | 8            |                                     |
| De vuurtoren van Connemara                            | 2013                 | 13-04-2013            | 4               | 17           |                                     |
| De zigeunermadonna                                    | 2013                 | 06-07-2013            | 51              | 1            |                                     |
| Het gouden licht                                      | 2013                 | 14-09-2013            | 14              | 4            |                                     |
| De dochter van de imker                               | 2014                 | 26-04-2014            | 5               | 18           |                                     |
| In de schaduw van het palazzo                         | 2014                 | 02-07-2014            | 60              | 1            |                                     |
| De witte duif                                         | 2014                 | 22-10-2014            | 41              | 3            |                                     |
| De vrouwen van kasteel Deverill                       | 2015                 | 08-04-2015            | 7               | 17           | deel 1 in De familie Deverill-serie |
| Als de rododendron bloeit                             | 2016                 | 13-04-2016            | 4               | 12           | deel 2 in De familie Deverill-serie |
| De laatste roos van de zomer                          | 2017                 | 12-04-2017            | 2               | 16           | deel 3 in De familie Deverill-serie |
| Onder de Italiaanse zon                               | 2018                 | 11-04-2018            | 1(1wk)          | 19           |                                     |
| De vergeten Deverill                                  | 2019                 | 10-04-2019            | 5               | 11           | deel 4 in De familie Deverill-serie |
| Naar de overkant                                      | 2020                 | 01-04-2020            | 8               | 10           |                                     |
| De verre horizon                                      | 2021                 | 31-03-2021            | 3               | 9            | deel 5 in De familie Deverill-serie |
| Bij het licht van de maan                             | 2021                 | 11-08-2021            | 8               | 5            | deel 1 in De tuinen van Devon-serie |
| Een tijdloze liefde                                   | 2022                 | 06-04-2022            | 3               | 9            |                                     |
| Een nieuw begin                                       | 2022                 | 21-09-2022            | 7               | 2            | deel 2 in De tuinen van Devon-serie |
| Wacht op mij                                          | 2023                 | 01-02-2023            | 4               | 12           |                                     |
| De kus                                                | 2023                 | 26-04-2023            | 27              | 4            |                                     |
| De stem van het meer                                  | 2024                 | 03-04-2024            | 5               | 9            | deel 6 in De familie Deverill-serie |
| Schaduwen van de tijd                                 | 2024                 | 21-08-2024            | 6               | 6            |                                     |
| Geheimen van de zee                                   | 2025                 | 02-04-2025            | 5               | 8            |                                     |